# ATP Challenger Forest Hills-2
Der ATP Challenger Forest Hills (offiziell: Forest Hills Grass Court Classic) war ein Tennisturnier, das zwischen 2004 und 2005 in Forest Hills, New York, stattfand. Es gehörte zur ATP Challenger Tour und wurde im Freien auf Rasen gespielt.

## Liste der Sieger

### Einzel
| Jahr | Sieger            | Finalgegner      | Ergebnis  |
| ---- | ----------------- | ---------------- | --------- |
| 2005 | Frédéric Niemeyer | Prakash Amritraj | 6:4, 7:63 |
| 2004 | Justin Gimelstob  | Dušan Vemić      | 7:67, 6:2 |

### Doppel
| Jahr | Sieger                            | Finalgegner                        | Ergebnis       |
| ---- | --------------------------------- | ---------------------------------- | -------------- |
| 2005 | Richard Barker Huntley Montgomery | Rik De Voest Nathan Healey         | 3:6, 7:5, 7:66 |
| 2004 | Brandon Coupe Justin Gimelstob    | Travis Rettenmaier Michael Tebbutt | 6:4, 6:4       |